# Meister der Verherrlichung Mariae
Als Meister der Verherrlichung Mariae wird ein im Köln des Mittelalters um 1460–1470/80 oder 1493 tätiger Maler bezeichnet. Da sein wahrer Name heute unbekannt ist, wird er mit einem Notnamen nach einem seiner Werke benannt.
Seine Verkündigungsdarstellungen werden besonders durch ihre Detaildarstellungen und ihre Räumlichkeit ausgezeichnet. Auch die Gesamtansicht von Köln mit Siebengebirgspanorama im Hintergrund seines Bildes Anna selbdritt ist „spektakulär“ wegen Realismus und Präzision, mit der der Maler die Stadt dargestellt hat.
In seiner Maltechnik, insbesondere den Unterzeichnungen, schließt er vor allem an die Kunst Stefan Lochners an.
Besonders das Wallraf-Richartz-Museum & Fondation Corboud in Köln versammelt seine Werke.

Werke
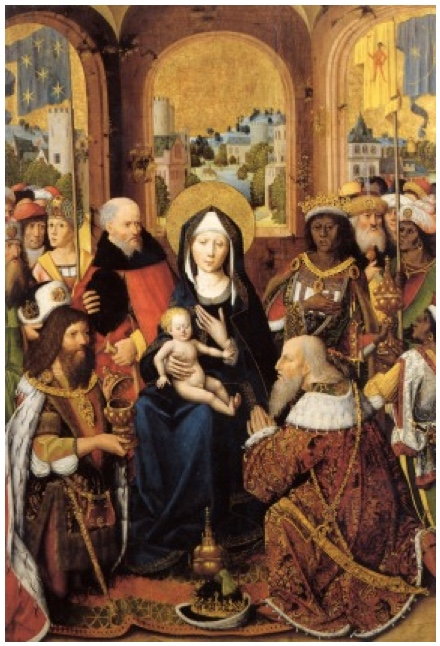
Anbetung der Könige, um 1480 – Öl/Tempera auf Eichenholz; Aachen, Suermondt-Ludwig Museum
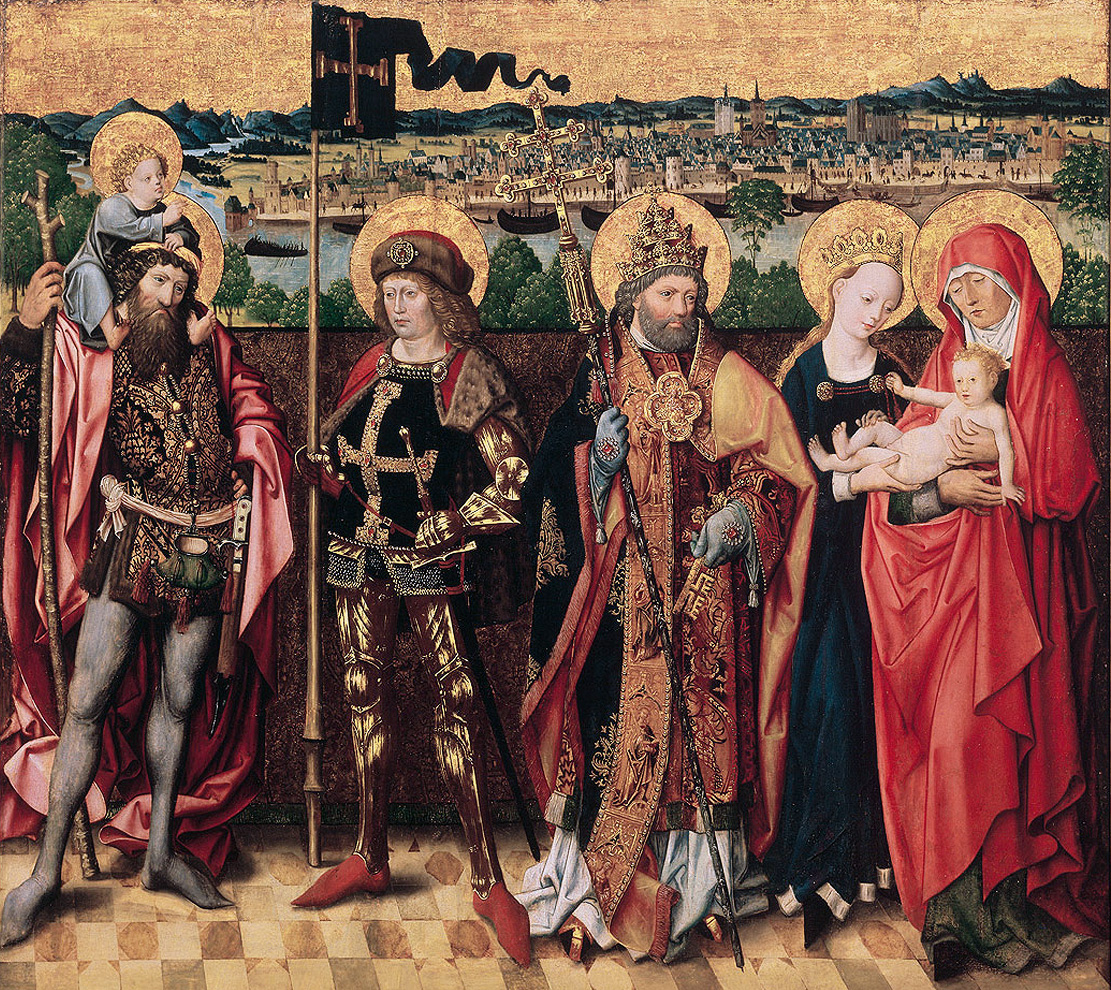
Anna selbdritt und die heiligen Christophorus, Gereon und Petrus, um 1475 – Öl/Tempera auf Eichenholz; Köln, Wallraf-Richartz-Museum WRM 0120
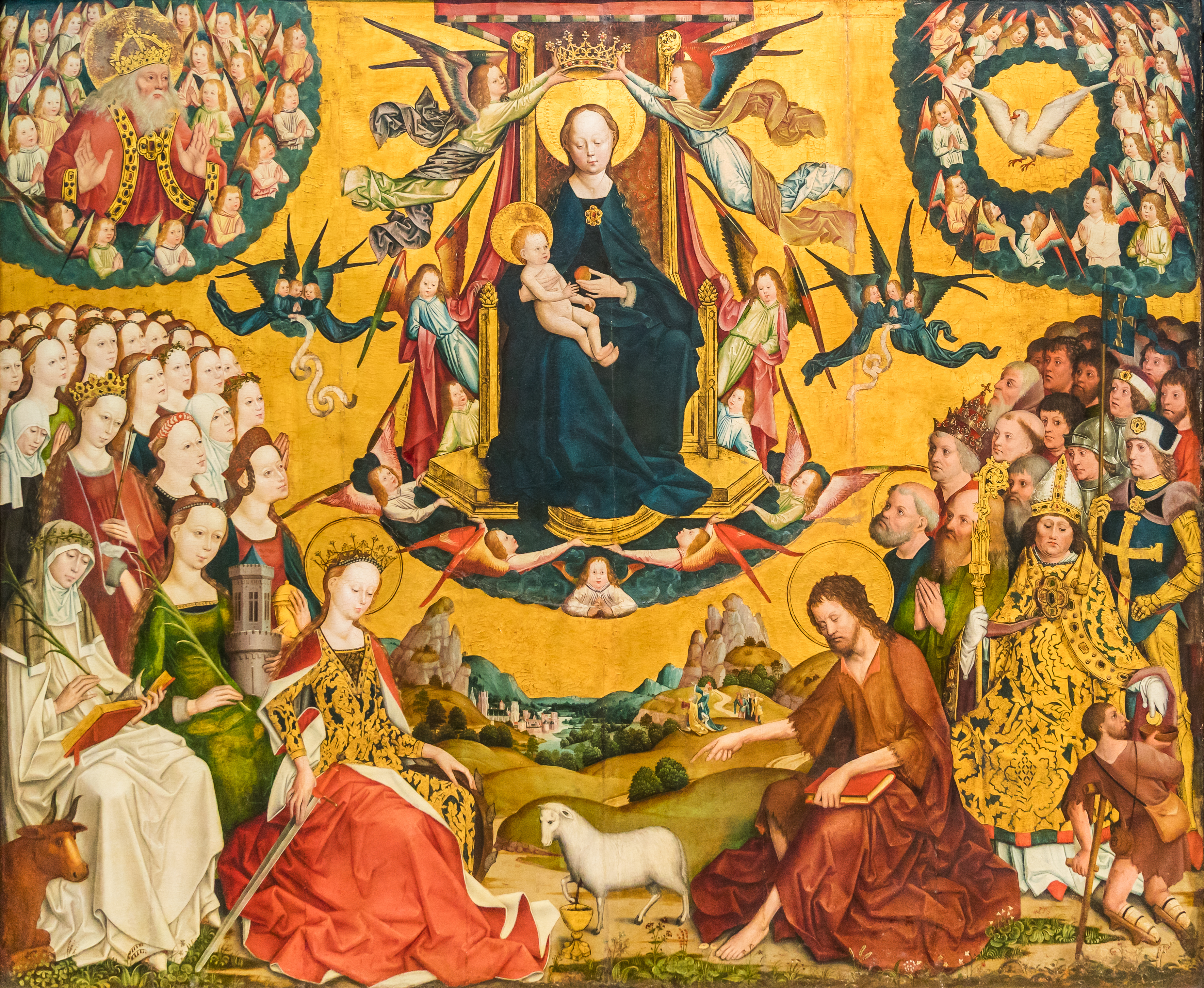
Verherrlichung Mariens, 1470 – Öl/Tempera auf Eichenholz; Köln, Wallraf-Richartz-Museum WRM 0119

## Weitere Zuschreibungen
- Retabelflügel mit Verkündigung, um 1465/75 (Öl auf Eichenholz, 148 × 93 cm; Enschede, Rijksmuseum Twenthe)
- Verherrlichung Mariens, um 1470 (Öl auf Eiche, 108,7 × 93,4 cm; Worms, Stiftung Kunsthaus Heylshof, Inv. Nr. 2)[3]